# Gilbert O'Sullivan

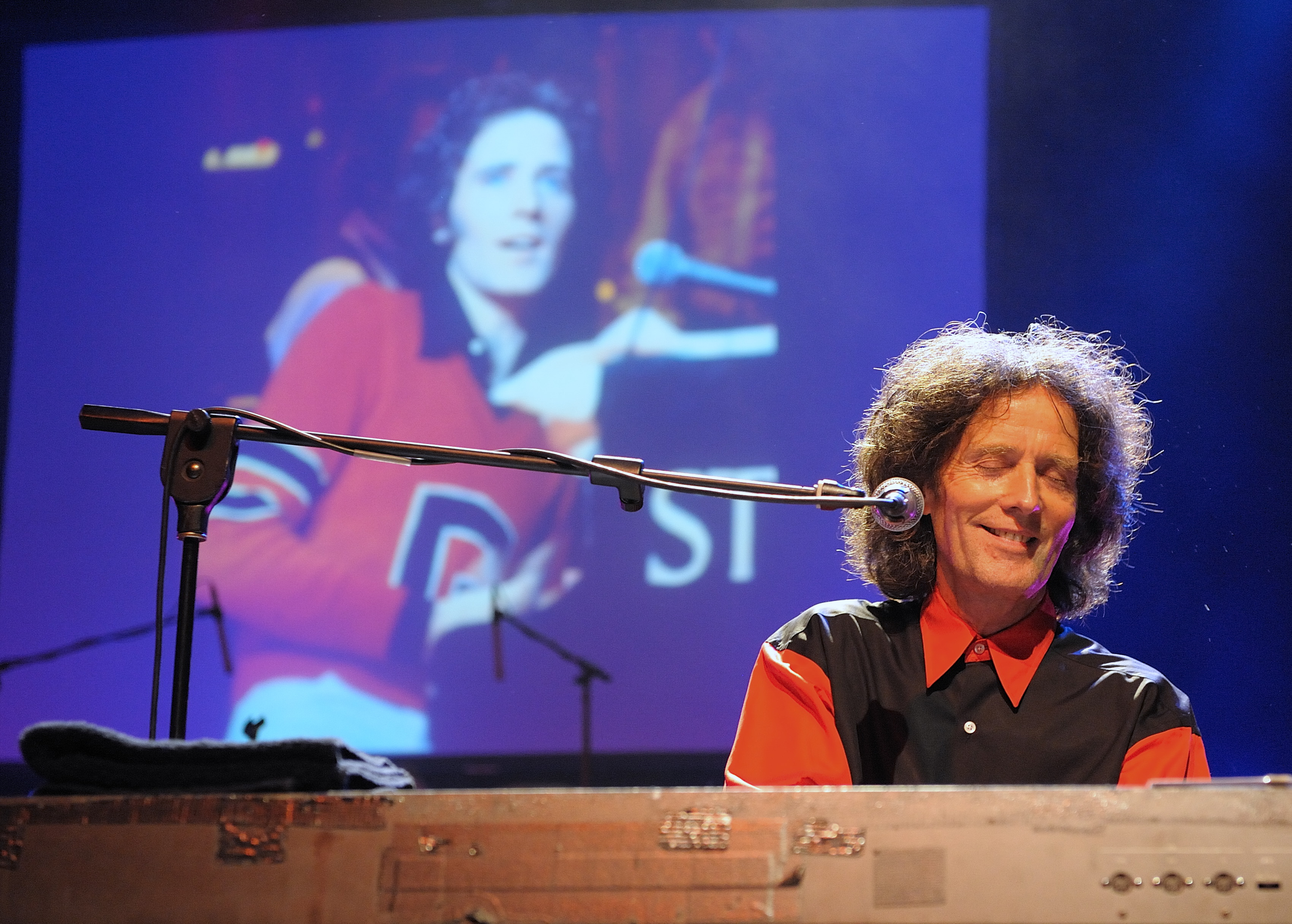
O’Sullivan tại một buổi trình diễn ở Tel Aviv, 2009

Gilbert O'Sullivan (tên thật Raymond Edward O'Sullivan, ngày 1 tháng 12 năm 1946) là một ca sĩ tự sáng tác nhạc, nổi tiếng nhất vào phần đầu của thập niên 1970 với những hits như "Alone Again (Naturally)", "Clair" và "Get Down". Tạp chí Record Mirror bầu ông là ca sĩ nam số 1 của Vương quốc Anh năm 1972.
Trên toàn thế giới ông đã có 16 đĩa đã từng được xếp hạng 40 đĩa hàng đầu và sáu bản nhạc đạt được hạng nhất, bản đầu tiên là "Nothing Rhymed" 1970.
Những đĩa thu nổi tiếng nhất của ông được viết trong thập niên 1970, mặc dù sau đó ông ta cũng đã thâu thêm 9 đĩa nữa bao gồm Gilbertville năm 2011. Ông đã thổ lộ trong năm 2009: "Tôi viết nhạc pop. Chuyện chỉ đơn giản như vậy. Đó là tất cả những gì mà tôi muốn làm. Và đó là tất cả những gì mà tôi tiếp tục muốn làm. Tôi không chỉ muốn đi trình diễn, và sống trong quá khứ."

## Sự nghiệp
Ngay từ khi còn đi học, O’Sullivan đã chơi cho nhiều ban nhạc và cũng bắt đầu viết nhạc. Giữa thập niên 1960 ông cho thu những dĩa đơn nhưng không thành công. Ban nhạcTremeloes đã chơi hai bản của ông: You (1967) und Come On Home (1968). 1970 ông bắt đầu nổi tiếng với bản Nothing Rhymed. Đĩa đơn này đã lên tới hạng 8 tại Anh.
Thành công này một phần cũng là nhờ người quản lý Gordon Mills, mà cũng đã trợ giúp Tom Jones và Engelbert Humperdinck. Việc đổi tên từ Raymond sang Gilbert là để tưởng niệm 2 nhà soạn nhạc Oper Gilbert và Sullivan.
1972 bản Clair đạt được hạng nhất ở Anh. Cùng năm bản Alone Again (Naturally) cũng đã được đầu bảng tại bảng các đĩa đơn ở Hoa Kỳ. Đĩa thu thứ hai Back to Front cũng thành công. 1973 O’Sullivan được bầu là „nhà viết nhạc của năm". 1974 bản Get Down được chọn là bản hay nhất năm.

## Gia đình
O’Sullivan sống với vợ và con ở Quần đảo Eo Biển Jersey. Ngoài ra ông còn có nhà ở Bad Mitterndorf, Áo.